# Harvard Crimson football 1880-1889
Nelle stagioni che vanno dal 1880 al 1889, gli Harvard Crimson football, in rappresentanza del college di Harvard, hanno compilato record molto positivi ma non hanno ottenuto nessun riconoscimento nazionale retroattivo.

## 1880
| 10-23-1880           | Britannias FBC*  | Cambridge, MA | W 2-0 |
| 11-01-1880           | at Ottawa FBC*   | Ottawa        | W 2-1 |
| 11-02-1880           | at Montreal FBC* | Montréal      | T 0-0 |
| 11-06-1880           | at Columbia*     | New York, NY  | W 3-0 |
| 11-13-1880           | at Princeton*    | Princeton, NJ | L 1-2 |
| 11-20-1880           | at Yale*         | Boston, MA    | L 0-1 |
| *Gare non-conference |                  |               |       |

## 1881
| 10-20-1881           | Montreal FBC*      | Cambridge, MA | W 2-0 |
| 10-22-1881           | Ottawa FBC*        | Cambridge, MA | W 7-1 |
| 10-29-1881           | at Britannias FBC* | Montréal      | T 0-0 |
| 10-31-1881           | at Michigan*       | Boston, MA    | W 1-0 |
| 11-02-1881           | at Pennsylvania*   | New York, NY  | W 2-0 |
| 11-05-1881           | Columbia*          | Cambridge, MA | W 1-0 |
| 11-12-1881           | at Yale*           | New Haven, CT | L 0-1 |
| 11-19-1881           | at Princeton*      | Princeton, NJ | T 0-0 |
| *Gare non-conference |                    |               |       |

## 1882
| 10-11-1882           | MIT*            | Cambridge, MA | W 1-0 |
| 10-21-1882           | Harvard Alumni* | Cambridge, MA | W 1-0 |
| 10-25-1882           | MIT*            | Cambridge, MA | W 3-0 |
| 10-30-1882           | McGill*         | Cambridge, MA | W 2-0 |
| 11-04-1882           | at Amherst*     | Amherst, MA   | W 1-0 |
| 11-09-1882           | Dartmouth*      | Cambridge, MA | W 4-0 |
| 11-11-1882           | at Columbia*    | Hoboken, NJ   | W 2-0 |
| 11-18-1882           | Princeton*      | Cambridge, MA | W 2-1 |
| 11-25-1882           | Yale*           | Cambridge, MA | L 0-1 |
| *Gare non-conference |                 |               |       |

## 1883
| 10-06-1883           | Wesleyan*        | Cambridge, MA | W 23-1 |
| 10-13-1883           | Pennsylvania*    | Cambridge, MA | W 4-0  |
| 10-17-1883           | MIT*             | Cambridge, MA | W 14-1 |
| 10-20-1883           | at Stevens Tech* | Hoboken, NJ   | W 14-4 |
| 10-27-1883           | at Wesleyan*     | Hartford, CT  | W 18-9 |
| 11-03-1883           | Williams*        | Cambridge, MA | W 39-0 |
| 11-06-1883           | Stevens Tech*    | Cambridge, MA | W 11-2 |
| 11-17-1883           | at Princeton*    | Princeton, NJ | L 7-26 |
| 11-22-1883           | Michigan*        | Cambridge, MA | W 3-0  |
| 11-29-1883           | at Yale*         | New York, NY  | L 2-23 |
| *Gare non-conference |                  |               |        |

## 1884
| 10-11-1884           | MIT*            | Cambridge, MA | W 47-5 |
| 10-22-1884           | Pennsylvania*   | Cambridge, MA | L 0-4  |
| 10-25-1884           | MIT*            | Cambridge, MA | W 43-0 |
| 10-29-1884           | Trinity*        | Cambridge, MA | W 67-0 |
| 11-01-1884           | at Wesleyan*    | Hartford, CT  | L 0-16 |
| 11-05-1884           | Williams*       | Cambridge, MA | W 23-0 |
| 11-08-1884           | vs. Ottawa FBC* |               | W 20-6 |
| 11-12-1884           | at Dartmouth*   | Hanover, NH   | W 29-0 |
| 11-15-1884           | Tufts*          | Cambridge, MA | W 51-0 |
| 11-19-1884           | Princeton*      | Cambridge, MA | L 6-36 |
| 11-22-1884           | at Yale*        | New Haven, CT | L 0-52 |
| *Gare non-conference |                 |               |        |

## 1885
Harvard non schierò la propria rappresentativa per questa stagione.

## 1886
| 10-02-1886           | at Tufts*                    | Medford, MA    | W 82-0  |
| 10-06-1886           | MIT*                         | Cambridge, MA  | W 54-0  |
| 10-09-1886           | Tufts*                       | Cambridge, MA  | W 46-0  |
| 10-16-1886           | Stevens Tech*                | Cambridge, MA  | W 44-0  |
| 10-20-1886           | MIT*                         | Cambridge, MA  | W 59-0  |
| 10-23-1886           | at Phillips Andover Academy* | Andover, MA    | W 86-0  |
| 10-30-1886           | at Dartmouth*                | Hanover, NH    | W 70-0  |
| 11-03-1886           | at Phillips Exeter Academy*  | Exeter, NH     | W 158-0 |
| 11-06-1886           | Wesleyan*                    | Cambridge, MA  | W 34-0  |
| 11-10-1886           | Harvard Alumni*              | Cambridge, MA  | W 38-0  |
| 11-13-1886           | at Princeton*                | Princeton, NJ  | L 0-12  |
| 11-17-1886           | MIT*                         | Cambridge, MA  | W 62-0  |
| 11-20-1886           | Yale*                        | Cambridge, MA  | L 4-29  |
| 11-25-1886           | at Pennsylvania*             | Filadelfia, PA | W 28-0  |
| *Gare non-conference |                              |                |         |

## 1887
| 10-01-1887           | at Tufts*                   | Medford, MA   | W 86-0  |
| 10-05-1887           | at Phillips Exeter Academy* | Exeter, NH    | W 68-0  |
| 10-08-1887           | MIT*                        | Cambridge, MA | W 62-0  |
| 10-15-1887           | Williams*                   | Cambridge, MA | W 52-6  |
| 10-22-1887           | Amherst*                    | Cambridge, MA | W 98-0  |
| 10-26-1887           | Tufts*                      | Cambridge, MA | W 68-0  |
| 10-29-1887           | Phillips Exeter Academy*    | Cambridge, MA | W 54-0  |
| 11-05-1887           | Wesleyan*                   | Cambridge, MA | W 110-0 |
| 11-12-1887           | Princeton*                  | Cambridge, MA | W 12-0  |
| 11-19-1887           | Pennsylvania*               | Cambridge, MA | W 42-0  |
| 11-24-1887           | at Yale*                    | New York, NY  | L 8-17  |
| *Gare non-conference |                             |               |         |

## 1888
| 10-03-1888           | at Worcester Tech*          | Worcester, MA    | W 70-0  |
| 10-06-1888           | MIT*                        | Cambridge, MA    | W 18-0  |
| 10-10-1888           | at Phillips Exeter Academy* | Exeter, NH       | W 30-6  |
| 10-13-1888           | at Wesleyan*                | Middletown, CT   | W 34-0  |
| 10-17-1888           | at Williams*                | Williamstown, MA | W 14-6  |
| 10-20-1888           | Phillips Andover Academy*   | Cambridge, MA    | W 68-0  |
| 10-27-1888           | Dartmouth*                  | Cambridge, MA    | W 74-0  |
| 10-27-1888           | Worcester Tech*             | Cambridge, MA    | W 68-0  |
| 10-31-1888           | MIT*                        | Cambridge, MA    | W 42-0  |
| 11-03-1888           | Amherst*                    | Cambridge, MA    | W 102-0 |
| 11-10-1888           | Wesleyan*                   | Cambridge, MA    | W 50-2  |
| 11-17-1888           | at Princeton*               | Princeton, NJ    | L 6-18  |
| 11-19-1888           | at Pennsylvania*            | Filadelfia, PA   | W 50-0  |
| *Gare non-conference |                             |                  |         |

## 1889
| 10-02-1889           | Phillips Exeter Academy*  | Cambridge, MA   | W 28-0  |
| 10-05-1889           | Stevens Tech*             | Cambridge, MA   | W 28-4  |
| 10-09-1889           | Dartmouth*                | Cambridge, MA   | W 38-0  |
| 10-12-1889           | MIT*                      | Cambridge, MA   | W 62-0  |
| 10-16-1889           | Williams*                 | Cambridge, MA   | W 41-0  |
| 10-19-1889           | Phillips Andover Academy* | Cambridge, MA   | W 41-0  |
| 10-26-1889           | Wesleyan*                 | Cambridge, MA   | W 64-0  |
| 11-02-1889           | Pennsylvania*             | Cambridge, MA   | W 35-0  |
| 11-09-1889           | at Wesleyan*              | Springfield, MA | W 67-2  |
| 11-16-1889           | Princeton*                | Cambridge, MA   | L 15-41 |
| 11-23-1889           | at Yale*                  | Springfield, MA | L 0-6   |
| *Gare non-conference |                           |                 |         |